# Ponthieva sprucei
Ponthieva sprucei är en orkidéart som beskrevs av Célestin Alfred Cogniaux. Ponthieva sprucei ingår i släktet Ponthieva och familjen orkidéer. Inga underarter finns listade i Catalogue of Life.